# Herrin, Nord
Herrin là một xã ở tỉnh Nord trong vùng Hauts-de-France, Pháp.